# Dvojac bez kormilara
Dvojac bez kormilara (2-) je čamac za natjecateljsko veslanje na mirnim vodama čiju posadu čine dva rimen veslača, desni i lijevi, ovisno o tome na kojoj strani čamca se nalazi veslo pojedinog veslača. Čamac u pravilu ima kormilo. Smješteno je na samom kraju, ili uz kobilicu s ciljem smanjenja otpora. Kormilo je sajlama povezano s tenisicom (obućom, cipelom) jednog od veslača, najčešće štrokera. Ta tenisica je pričvršćena za nogar drukčije od ostalih te ju je moguće blago zakretati i na taj način pomicati kormilo. Duljina suvremenog dvojca za elitno veslanje obično je oko 9,5 do 10 m, a masa 27 kg. Građen je od kompozitnih materijala. Stariji čamci građeni su od drveta i osjetno su teži.
Oznaka za dvojac bez kormilara je "2-", pri čemu broj 2 označava ukupan broj veslača u čamcu, a minus označava da u čamcu nema kormilara. U hrvatskom veslačkom žargonu koristi se skraćeni izraz "dvojac" ili "dvojac bez". Izraz "dvojac" može se odnositi na sve discipline s dva veslača, no za dvojac na pariće češće se žargonski koristi naziv "dubl" (od eng. double sculls). Dvojac s kormilarom je u hrvatskom veslanju rijetkost, a sve je rjeđe zastupljen i u svjetskom elitnom veslanju.
Dvojac bez kormilara često se smatra tehnički najzahtjevnijom disciplinom. S obzirom na to da se na svakoj strani čamca nalazi samo jedno rimen veslo, veslači moraju biti vrlo dobro usklađeni u zaveslaju, snazi i izdržljivosti da bi čamac plovio brzo i ravno. Putanja čamca može se nadzirati kormilom, no česta i veća skretanja usporavaju čamac, ruše ravnotežu i remete usredotočenost veslača.
Na Olimpijskim igrama natječu se posade muških (M2-) i ženskih (W2-) dvojaca bez kormilara. Lake posade (LM2- i LW2-) nisu olimpijske kategorije, ali postoje na svjetskom prvenstvu.